# Salvation (Roxette-låt)
"Salvation", skriven av Per Gessle, är den fjärde singeln från den svenska popduon Roxettes album "Have a Nice Day". Singeln släpptes 1999.

## Sången
"Salvation" är en ballad med instrument som akustisk gitarr, piano och trummaskin, och en kör är med och sjunger. Den släpptes kring jul, och har "jul-sound". Som "B-sida" finns "See Me" och "Crazy About You (C.B.B. Version)" (två överblivna låtar från inspelningarna av albumet "Crash! Boom! Bang!"). Singeln innehåller även videon till "Stars".

## Framgångar
"Salvation" var tredje singeln från "Have a Nice Day" att gå in på den finländska topp 20, och den spelades mycket på radio i Finland. I Tyskland och Sverige nådde den lägre positioner, som #80 respektive #46. Salvation var heller inte lika spelad i radio som föregående singlar. Den spanskspråkiga versionen "Lo Siento" spelades "lite grann" i spansktalande länder.

## Listplaceringar
| Lista (1999-2000) | Position |
| ----------------- | -------- |
| Finland           | 18       |
| Sverige           | 46       |

### Fotnoter
1. ↑  ”Roxette”. Arkiverad från originalet den 16 oktober 2011. https://web.archive.org/web/20111016201530/http://roxette.se/discography.php?show=release&id=11. Läst 22 maj 2011.
2. ↑  ”Listplacering”. http://finnishcharts.com/showitem.asp?interpret=Roxette&titel=Salvation&cat=s. Läst 22 maj 2011.
3. ↑  ”Listplacering”. http://swedishcharts.com/showitem.asp?interpret=Roxette&titel=Salvation&cat=s. Läst 22 maj 2011.